# آرثر دبليو. آدمسون
آرثر دبليو. آدمسون (بالإنجليزية: Arthur W. Adamson)‏ هو كيميائي أمريكي، ولد في 1919، وتوفي في 2003.